# Pseudocarcharias kamoharai
El tiburón cocodrilo (Pseudocarcharias kamoharai) es una especie de elasmobranquio lamniforme de la familia Pseudocarchariidae.